# Pressignac-Vicq
Pressignac-Vicq è un comune francese di 469 abitanti situato nel dipartimento della Dordogna nella regione della Nuova Aquitania.

## Società

### Evoluzione demografica
Abitanti censiti